# Lucas Perrin
Lucas Perrin (Marseille, 19 november 1998) is een Franse voetballer die doorgaans als centrale verdediger speelt. In 2019 maakte hij zijn debuut in het betaald voetbal namens Olympique Marseille tijdens een wedstrijd in de Ligue 1. Sinds juli 2025 staat hij onder contract bij het Spaanse Sporting Gijón. 

## Clubloopbaan

### Jeugd
Perrin kwam op zesjarige leeftijd in de jeugd academie van Olympique Marseille terecht. Hij doorliep alle jeugdelftallen om in het seizoen 2017/18 de overstap naar de senioren te maken.

### Olympique Marseille
Op 29 oktober 2016 maakte Perrin als A-junior zijn debuut bij de senioren van Olympique Marseille tijdens een wedstrijd van het tweede elftal tegen Marignane-Gignac FC. In het met 2–1 gewonnen duel kwam hij in de 56e minuut als invaller in het veld voor Eirik Haugan. In het seizoen 2017/18 maakte hij definitief de overstap naar de seniorenselectie en kwam hij uit voor het tweede elftal. Op 9 september 2017 scoorde hij onder trainer David Le Frapper zijn eerste doelpunt bij de senioren in de met 2–0 gewonnen thuiswedstrijd tegen Fréjus-Saint-Raphaël FC, waarin hij in de 83e minuut de eindstand bepaalde. In mei 2018 tekende hij zijn eerste profcontract bij Olympique Marseille.
Op 24 mei 2019 zat Perrin voor het eerst bij de wedstrijdselectie van het eerste elftal tijdens het competitieduel tegen Montpellier, maar bleef hij de volledige wedstrijd op de bank. Zijn officiële debuut voor de hoofdmacht volgde op 24 september 2019 onder trainer André Villas-Boas, in een uitwedstrijd tegen Dijon in de Ligue 1. Door de schorsing van Boubacar Kamara en een blessure van lvaro González begon Perrin in de basis in het met 0–0 gelijkgespeelde duel in het Stade Gaston Gérard. In juni 2020 verlengde hij zijn contract met twee jaar.
Op 10 april 2021 maakte Perrin zijn eerste doelpunt in de Ligue 1 tijdens de uitwedstrijd tegen Montpellier. In het met 3–3 gelijkgespeelde duel scoorde hij in de 71e minuut de 2–3 na een voorzet van Dimitri Payet. Ondanks zijn bijdrage wist hij onder Villas-Boas geen vaste basisplaats te veroveren. Om meer speeltijd te verkrijgen, werd hij in het seizoen 2021/22 verhuurd aan RC Strasbourg. Die club lichtte na afloop van het seizoen de optie tot koop, waarmee Perrin definitief de overstap maakte en zijn periode bij Olympique Marseille beëindigde.

#### Verhuur aan RC Strasbourg
In juli 2021 werd bekend dat Perrin voor het seizoen 2021/22 op huurbasis zou uitkomen voor RC Strasbourg. In de overeenkomst met Olympique Marseille was tevens een optie tot koop opgenomen. Op 14 augustus 2021 maakte Perrin zijn officiële debuut onder trainer Julien Stephan tijdens de met 4–2 verloren uitwedstrijd tegen Paris Saint-Germain. Hij begon in het Parc des Princes direct in de basis. Op 20 februari 2022, tijdens de 25e speelronde van de Ligue 1, scoorde Perrin zijn eerste doelpunt voor Strasbourg in de met 2–2 gelijkgespeelde uitwedstrijd tegen Saint-Étienne. Na een voorzet van Frédéric Guilbert kopte hij in de 30e minuut de 1–2 binnen. Perrin kwam dat seizoen tot 29 basisplaatsen en eindigde met Strasbourg op de zesde plaats in de eindrangschikking. Aan het einde van het seizoen besloot de club de koopoptie te lichten, waarmee Perrin definitief werd overgenomen van Olympique Marseille.

### RC Strasbourg
In mei 2022 tekende Perrin een contract tot medio 2025 bij RC Strasbourg. In zijn eerste seizoen (2022/23) streed hij met de club tegen degradatie uit de Ligue 1. Door tegenvallende resultaten werd hoofdtrainer Julien Stéphan halverwege het seizoen ontslagen en vervangen door Frédéric Antonetti. Perrin kende zelf eveneens een teleurstellende jaargang; hij verscheen slechts achttien keer aan de aftrap, aangezien beide trainers de voorkeur gaven aan Alexander Djiku. Strasbourg eindigde uiteindelijk op de vijftiende plaats. In het seizoen 2023/24 kreeg Perrin onder leiding van de nieuwe hoofdtrainer Patrick Vieira meer vertrouwen. De voormalig Frans international stelde hem regelmatig op, wat resulteerde in dertig basisplaatsen in de Ligue 1. Na twee seizoenen en 94 officiële wedstrijden voor Strasbourg maakte Perrin in de zomer van 2024 de overstap naar Hamburger SV.

### Hamburger SV
Op de laatste dag van de transferperiode tekende Perrin een tweejarig contract bij Hamburger SV. De club haalde hem binnen als versterking voor de defensie, mede vanwege de aanhoudende schorsing van Mario Vušković wegens dopinggebruik. Op 20 oktober 2024, tijdens de negende speelronde van de 2. Bundesliga, maakte Perrin zijn debuut in de met 3–1 gewonnen thuiswedstrijd tegen 1. FC Magdeburg. In het Volksparkstadion kwam hij in de 61e minuut als invaller binnen de lijnen voor Jean-Luc Dompé. Onder hoofdtrainer Steffen Baumgart slaagde Perrin er niet in een vaste plaats in het basiselftal te veroveren. De voorkeur ging uit naar het centrale duo Dennis Hadžikadunić en aanvoerder Sebastian Schonlau. Perrin kreeg uitsluitend speeltijd bij afwezigheid van een van beide verdedigers. Ook na het ontslag van Baumgart, die vanwege teleurstellende resultaten werd vervangen door Merlin Polzin, veranderde zijn status niet wezenlijk. In de winterstop besloot Perrin zich te laten verhuren aan Cercle Brugge, actief op het hoogste niveau in België. Bij zijn terugkeer bleek er weinig veranderd, waardoor hij na slechts één jaar HSV in de zomer van 2025 alweer vertrok en de overstap maakte naar Sporting Gijón.

#### Verhuur aan Cercle Brugge
Eind januari 2024 werd bekend dat Perrin voor de rest van het seizoen 2024/25 met een optie tot koop werd verhuurd aan Cercle Brugge. Op 8 februari maakte hij zijn debuut voor de Belgische club in de uitwedstrijd tegen KRC Genk. Trainer Ferdinand Feldhofer bracht hem bij aanvang van de tweede helft in het veld voor Edgaras Utkus. Een week later kreeg Perrin een basisplaats, die hij tot het einde van het seizoen niet meer afstond. Op 5 april scoorde hij in de 95ste minuut zijn eerste en de winnende treffer tegen Beerschot, waarmee hij drie cruciale punten veiligstelde voor Cercle Brugge in de strijd tegen degradatie. In maart maakte Perrin zijn Europese debuut tijdens de achtste finale in de Conference League tegen Jagiellonia Białystok uit Polen. In de met 3-0 verloren uitwedstrijd begon hij in de basis maar werd in de rust gewisseld voor Christiaan Ravych. Cercle Brugge eindigde het reguliere seizoen op de dertiende plaats en moest daardoor deelnemen aan de play-offs om handhaving in de hoogste klasse te verzekeren. Het teleurstellende resultaat leidde tot het ontslag van Feldhofer, waarna assistent-coach Jimmy De Wulf tijdelijk het roer overnam. Kort voor de barragewedstrijden tegen Patro Eisden werd Bernd Storck aangekondigd als hoofdtrainer voor het volgende seizoen. Cercle Brugge won beide duels en handhaafde zich zodoende in de Jupiler Pro League. Perrin speelde in alle play-offwedstrijden de volledige 90 minuten. Ondanks zijn sterke optredens besloot de ploeg geen gebruik te maken van de koopoptie.

### Sporting Gijon
In de zomer van 2025 tekende Perrin een contract tot medio 2027 bij de Spaanse club, waarvoor geen transfersom betaald hoefde te worden.

## Clubstatistieken
| Seizoen                    | Club                  | Competitie           | Competitie | Competitie | Beker | Beker | Internationaal | Internationaal | Overig | Overig | Totaal | Totaal |
| Seizoen                    | Club                  | Competitie           | Wed.       | Dlp.       | Wed.  | Dlp.  | Wed.           | Dlp.           | Wed.   | Dlp.   | Wed.   | Dlp.   |
| -------------------------- | --------------------- | -------------------- | ---------- | ---------- | ----- | ----- | -------------- | -------------- | ------ | ------ | ------ | ------ |
| 2016/17                    | Olympique Marseille B | Championnat National | 9 *        | 0          | –     | –     | –              | –              | –      | –      | 9      | 0      |
| 2017/18                    | Olympique Marseille B | Championnat National | 26         | 1          | –     | –     | –              | –              | –      | –      | 26     | 1      |
| 2018/19                    | Olympique Marseille B | Championnat National | 20         | 1          | –     | –     | –              | –              | –      | –      | 20     | 1      |
| 2019/20                    | Olympique Marseille   | Ligue 1              | 4          | 0          | 1     | 0     | –              | –              | 6      | 1      | 11     | 1      |
| 2020/21                    | Olympique Marseille   | Ligue 1              | 7          | 1          | 1     | 0     | –              | –              | –      | –      | 8      | 1      |
| 2021/22                    | → RC Strasbourg       | Ligue 1              | 31         | 1          | 2     | 0     | –              | –              | –      | –      | 33     | 1      |
| 2022/23                    | RC Strasbourg         | Ligue 1              | 26         | 1          | 2     | 0     | –              | –              | –      | –      | 28     | 1      |
| 2023/24                    | RC Strasbourg         | Ligue 1              | 31         | 0          | 3     | 0     | –              | –              | –      | –      | 34     | 0      |
| 2024/25                    | Hamburger SV          | 2. Bundesliga        | 6          | 2          | –     | –     | –              | –              | –      | –      | 6      | 2      |
| 2024/25                    | Cercle Brugge         | Jupiler Pro League   | 14         | 2          | –     | –     | 2              | 0              | 0      | 0      | 16     | 2      |
| Carrière totaal            | Carrière totaal       | Carrière totaal      | 174        | 9          | 9     | 0     | 2              | 0              | 6 **   | 1      | 191    | 10     |
| Bijgewerkt tot 30 mei 2025 |                       |                      |            |            |       |       |                |                |        |        |        |        |

*In het seizoen 2016/17 speelde Perrin als A-junior negen keer mee met het tweede elftal;
** "In het seizoen 2019/20 kwam hij als speler van het eerste elftal van Olympique Marseille nog zes keer uit voor het tweede elftal. 